# Chiesa di San Michele Arcangelo (Castiglione Messer Marino)
La chiesa di San Michele Arcangelo sita nel centro storico di Castiglione Messer Marino, in provincia di Chieti, rappresenta la chiesa parrocchiale del paese.

## Storia
La prima documentazione è datata 1499, in cui essa è chiamata S. Angelo di Castiglione. La chiesa originaria risale al XV secolo, ma risulta rimaneggiata nel XVI-XVIII secolo.

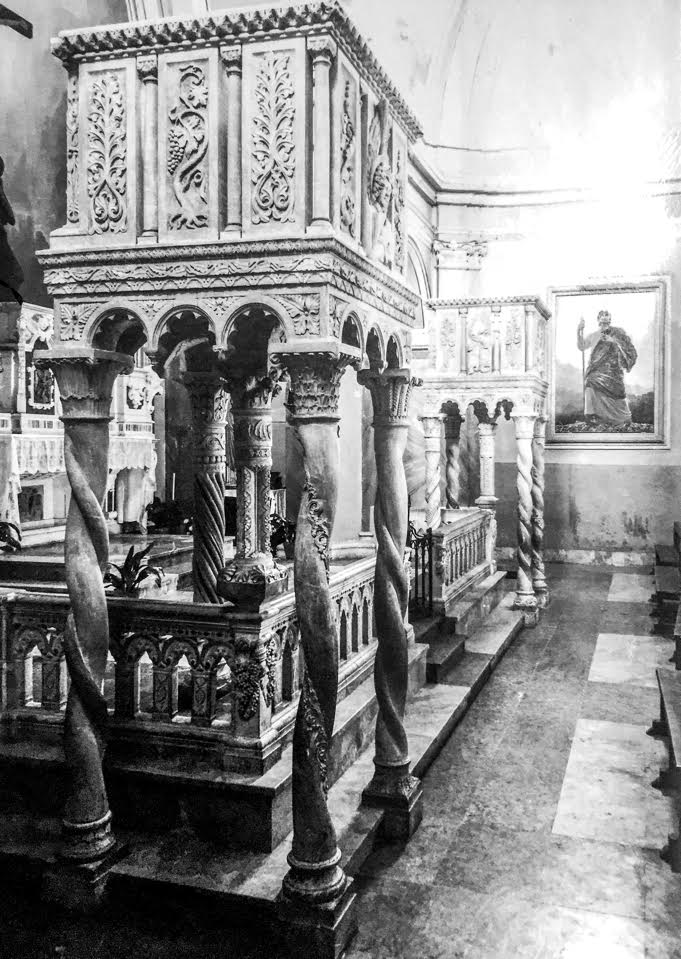
Cappella della Madonna del Monte, pulpito neoromanico di Felice Giuliante

È sita nel centro storico del paese presso l'antico castello e presso la porta di sant'Angelo da cui prende il nome. Dal 1552 la chiesa diventa patronato dei Caracciolo di San Buono di cui si può riferire la costruzione dell'altare marmoreo della cappella dedicata alla Madonna del Monte, in cui è conservata una statua lignea della Vergine. Nel 1948 la chiesa fu restaurata. La facciata della chiesa risale al XX secolo.

## Descrizione
L'interno della chiesa presenta uno schema a tre navate, la scelta è sintomatica della volontà di ottimizzare lo spazio a disposizione, costituito da un sito irregolare. A tale scopo è dovuta la collocazione, sul fianco sinistro, di tre cappelle in corrispondenza della navata minore. La chiesa parrocchiale è stato un centro di irraggiamento dell'arte barocca nell'area del vastese interno, inizialmente estraneo a tale corrente. La tipologia a tre navate si sviluppa così a Gissi, Furci, Schiavi di Abruzzo, Villa Santa Maria, Casalbordino, Celenza.
Le decorazioni in marmo dell'altare e delle varie cappelle, opera dei maestri molisani Giovanni Crisostomo Calvitti e Carlo Luigi Dau, risentono delle influenze romane e napoletane del primo, frutto delle collaborazioni col Gioffredo a Napoli e Vasto. Al pittore lancianese Federico Spoltore si devono gli affreschi delle volte e l'imponente "Crocifissione" dell'altare centrale. Lo scultore Felice Giuliante realizzò per la chiesa l'altare e la balaustra, secondo i canoni liturgici del tempo. In seguito scolpì i due pulpiti per il presbiterio e il battistero. Agli inizi degli anni '60, con la riforma liturgica e le nuove norme imposte dal concilio Vaticano II, tutto il presbiterio fu smontato e ricomposto di nuovo. Le sue sculture presenti nella chiesa parrocchiale sono valorizzate nella nuova sistemazione seguita all'ultimo restauro della chiesa, portato a termine nel 2005.
Lo stile architettonico della chiesa è barocco, desumibile dalle secentesche cappelle: di San Carlo del 1600, dell'Assunzione di due anni più tardi, della Concezione del 1606, della Madonna del 1625 e infine del Crocifisso del 1688.
La facciata, ricostruita nel XX secolo, viene arricchita da manufatti lapidei quali il rosone ed il portale medievali della chiesa di Santa Barbara. Unico elemento decorativo dell'impianto originario è il leone stiloforo posto al di sopra del rosone. Il ciclo dei lavori secenteschi includerà anche la fusione delle due campane, opera degli artigiani di Agnone, nel 1613 e nel 1682 impreziosirà la struttura con una torre campanaria.

## La Cappella della Madonna del Monte
È possibile attribuire la committenza della cappella alla famiglia dei Caracciolo. La sua costruzione dovrebbe risalire al 1625, nel pieno dei lavori di ampliamento della parrocchia. In essa è conservata in una preziosa edicola la statua della Vergine, la cui datazione è controversa. Potrebbe infatti risalire al XV secolo, sebbene la semplicità della fisionomia e l'arcaismo della struttura facciano pensare a periodi precedenti. L'opera è in legno policromato, a grandezza naturale, ritraente la Madonna, vestita di una tunica azzurra e di un manto dorato, nell'atto di sostenere Gesù ancora in fasce. L'edicola realizzata in pietra è opera dello scultore Felice Giuliante.